# Диппольдизм
Диппольдизм – разновидность дидактогении. Синоним: Диппольдовский случай.

## Определение
Принятая в сексологии интерпретация: Диппольдизм – крайняя форма  флагелляции, в которой сексуальное возбуждение и психосексуальная разрядка достигаются физическим истязанием (поркой и т.п.) учителем своего ученика (воспитанника). 
Название произошло от имени студента-юриста и домашнего учителя Андреаса Диппольда, от истязаний которого, совершаемых с целью получения сексуального наслаждения, умер его ученик Гейнц Кох. В художественной литературе описан Ф. Сологубом (Передонов в романе «Мелкий бес»).

## Жертва интерпретаторов
Диппольдизм — самый распространённый термин в психологических, психиатрических и сексологических словарях. В то же время, его интерпретация довольно широка: от «флагелляции» до садизма (в большинстве толкований) и «название по имени домашнего учителя Диппольда (литературного героя)», «применял по сексуальным мотивам столь жестокое избиение своего воспитанника, что довёл его до смерти».
Данная разновидность дидактогении, несмотря на большую популярность, первоначально могла иметь совершенно другую природу, и явилась плодом воображения алчных до сенсации журналистов того времени (конец XIX — начало XX века: русский перевод книги А. Молля вышел в 1909 г.) и проекций современных популяризаторов.

## Авторитетное возражение
Согласно немецкому психиатру, доктору Альберту Моллю (1862-1939), «знаменитый Диппольдовский случай» ничего общего с садизмом не имеет и принадлежность к нему у этого случая весьма сомнительна:
«Дети из одной богатой берлинской семьи были насилованы домашним учителем, и один из них даже умер. Насколько мне известно, ни разбор дела, ни имевшийся в распоряжении материал не мог доказать присутствие специально садистских мотивов преступления»,